# Synchrone taalkunde
De synchrone taalkunde is het deelgebied van de taalwetenschap dat de taal bestudeert zoals die op een bepaald moment is; dit in tegenstelling tot de diachrone taalkunde, die de verandering van taal in de loop der tijd bestudeert aan de hand van overgeleverde teksten. De term "synchrone taalkunde" is bedacht door Ferdinand de Saussure.
Wanneer hetzelfde verschijnsel in de taal synchroon en diachroon wordt bestudeerd, kan dit in de psycholinguïstiek soms tot verschillende resultaten leiden. Zo zal de vervoeging van sterke werkwoorden in alle West-Germaanse talen in de synchrone taalkunde als onregelmatig worden beschouwd, aangezien het verschijnsel in de eigentijdse taal niet meer productief is. Volgens de diachrone taalkunde is deze manier van vervoegen daarentegen volkomen regelmatig.   
Aangezien synchrone taalkunde vooral de gesproken taal betreft, heeft het in feite niet veel zin deze discipline toe te passen op perioden voorafgaand aan de uitvinding van de grammofoonplaat. De geschreven taal loopt altijd achter op de gesproken taal; wanneer een verandering in de geschreven taal eenmaal wordt waargenomen, heeft deze zich waarschijnlijk al veel eerder in de gesproken taal ontwikkeld. 